# Johnny Cecotto
Johnny Alberto Cecotto Persello (Caracas, 1956. január 25. –) venezuelai autó- és motorversenyző.

## Pályafutása

### Motorversenyzés
1973-ban és 1974-ben megnyerte a venezuelai gyorsaságimotoros-bajnokságot.
1975-ben a Yamaha venezuelai importőre támogatásával részt vett a Daytona 200-on egy Yamaha TZ750-esel. A futamot az utolsó rajthelyről kezdte meg, a célban viszont harmadikként zárt, Gene Romero és Steve Baker mögött.
A daytonai versenyt követően a világbajnokság futamain vett részt. Az egész év során párhuzamosan indult a 250- és a 350cc-es géposztályban. Debütáló versenyén, Franciaországban mind a két kategóriában győzött, majd további négy futamgyőzelmet szerzett az idényben. A 250-esek között negyedik lett a pontversenyben, a 350-es géposztályban pedig megnyerte a bajnokságot. Tizenkilenc éves korával a valaha volt legfiatalabb világbajnok lett a sportágban.
Az 1976-os évet egy győzelemmel kezdte. Ezúttal megnyerte a Daytona 200-at, ahol a későbbi világbajnok, Kenny Robertsszel küzdött az elsőségért. A világbajnokságon leginkább a 350-es kategóriára koncentrált, de elindult több versenyen az 500-asok között is. A kisebb géposztályban nem sikerült számára a címvédés; az olasz Walter Villa-val szemben maradt alul.
1977-ben megnyerte hazája világbajnoki versenyét a 350-es géposztályban, majd az osztrák nagydíjon súlyos balesetet szenvedett. Sérülései miatt ki kellett hagynia a szezon nagy részét. Visszatérése után két futamgyőzelmet is szerzett az 500-asok mezőnyében. 1978-ban a Formula–750-es sorozat bajnoka volt, valamint harmadikként zárt az 500 cc-esek közt a világbajnokságon.
Az 1979-es osztrák nagydíjon újabb komoly baleset érte, ami miatt több futamon nem tudott részt venni az évben. 1980-ban még több alkalommal állt a dobogón, valamint győzött az olasz nagydíjon, a későbbiekben viszont nem szerepelt a világbajnokságon, és áttért az autóversenyzésre.

### Autóversenyzés
1980-ban kezdte autóversenyzői pályafutását. Ebben az évben az európai Formula–2-es bajnokság három versenyén állt rajhoz. A következő szezonban már a sorozat tíz futamán szerepelt. Négy alkalommal végzett pontszerző helyen, és tizennegyedikként zárt a pontversenyben. 1982-ben a March Racing versenyzője lett. Három futamgyőzelmet szerzett, és további ötször állt dobogóra. A szezon egészén Corrado Fabival küzdött a bajnoki címért. Az olasz az utolsó futamon győzött, és egy ponttal megelőzte Cecottot, aki így második lett.

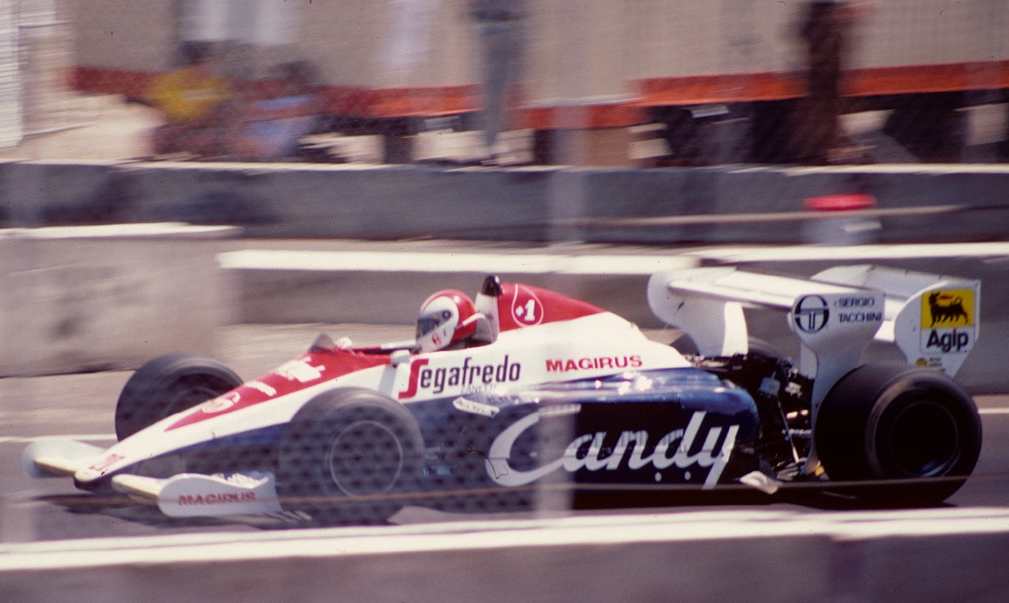
1984-ben a Dallasi nagydíjon

1984-ben a Formula–1-es világbajnokság futamain indult. Ettore Chimeri után ő lett hazája második Formula–1-es versenyzője. A Nyugat-amerikai nagydíjon hatodikként ért célba, amivel egy pontot szerzett. A következő évet Ayrton Senna csapattársaként kezdte a Toleman alakulatánál. A brit nagydíj időmérőedzésén súlyos balesetet szenvedett, melyben mindkét lába eltörött. A baleset véget vetett formulaautós karrierjének, és felépülése után már leginkább túraautó-versenyeken indult.
1986-ban megnyerte a túraautók versenyét a makaói nagydíjon. 1987-ben az olasz Gianfranco Brancatellivel a túraautó-világbajnokságon indult. Egy abszolút, és két bajnoki futamgyőzelmet szereztek az évben; végül nyolcadikak lettek az összetettben. 1988 és 1992 között a német túraautó-bajnokságban szerepelt, emellett 1989-ben megnyerte az olasz sorozatot. 1990-ben nagy esélye volt a német bajnokság megnyerésére. A szezon utolsó versenyhétvégéje előtt 18 pontos előnye volt a második helyen álló Hans-Joachim Stuck előtt. A hockenheimi hétvége első futamán Michael Schumacherrel ütközött, majd a második futamon csak negyedik lett. Stuck tizenkét ponttal került elé és megnyerte a bajnoki címet.
1994-ben és 1998-ban megnyerte a német Super Túraautó-Kupát. 2004-ig több nemzeti és nemzetközi sorozatban szerepelt, majd visszavonult. Jelenleg fia, Johnny Cecotto, Jr. pályafutását kezeli.

## Eredményei
Teljes világbajnoki gyorsaságimotoros eredménylistája
(Táblázat értelmezése)

(Félkövér: pole-pozícióból indult; dőlt: leggyorsabb kört futott) 

| Év   | Kategória | Csapat | 1      | 2       | 3       | 4       | 5       | 6       | 7       | 8       | 9       | 10     | 11     | 12    | 13     | Pont | Helyezés | Győzelmek |
| ---- | --------- | ------ | ------ | ------- | ------- | ------- | ------- | ------- | ------- | ------- | ------- | ------ | ------ | ----- | ------ | ---- | -------- | --------- |
| 1975 | 250cc     | Yamaha | FRA 1  | ESP Hn  |         | GER Hn  | NAT 2   | IOM -   | NED Hn  | BEL 1   | SWE Hn  | FIN 2  | CZE Hn | YUG - |        | 54   | 4.       | 2         |
| 1975 | 350cc     | Yamaha | FRA 1  | ESP 2   | AUT Hn  | GER 1   | NAT 1   | IOM -   | NED 5   |         |         | FIN 1  | CZE Hn | YUG - |        | 78   | 1.       | 4         |
| 1976 | 350cc     | Yamaha | FRA 2  | AUT 1   | NAT 1   | YUG Hn  | IOM -   | NED 8   |         |         | FIN Hn  | CZE Hn | GER 2  | ESP 4 |        | 65   | 2.       | 2         |
| 1976 | 500cc     | Yamaha | FRA 2  | AUT Hn  | NAT Hn  |         | IOM -   | NED Ni  | BEL -   | SWE -   | FIN -   | CZE -  | GER -  |       |        | 12   | 19.      | 0         |
| 1977 | 350cc     | Yamaha | VEN 1  |         | GER Sér | NAT Sér | ESP Sér | FRA Sér | YUG Sér | NED Sér |         | SWE Hn | FIN Hn | CZE 1 | GBR Hn | 30   | 9.       | 2         |
| 1977 | 500cc     | Yamaha | VEN 4  | AUT Sér | GER Sér | NAT Sér |         | FRA Sér |         | NED Sér | BEL Sér | SWE 2  | FIN 1  | CZE 1 | GBR Hn | 50   | 4.       | 2         |
| 1978 | 500cc     | Yamaha | VEN Hn | ESP 4   | AUT 2   | FRA Hn  | NAT Hn  | NED 1   | BEL Hn  | SWE 6   | FIN 3   | GBR 7  | GER 2  |       |        | 66   | 3.       | 1         |
| 1979 | 500cc     | Yamaha | VEN Hn | AUT Hn  | GER Sér | NAT Sér | ESP Sér | YUG Sér | NED Sér | BEL Ni  | SWE Hn  | FIN 7  | GBR Hn | FRA 5 |        | 10   | 20.      | 0         |
| 1980 | 350cc     | Yamaha | NAT 1  |         | FRA 2   | NED 20  |         |         | GBR Hn  | CZE Hn  | GER 3   |        |        |       |        | 37   | 4.       | 1         |
| 1980 | 500cc     | Yamaha | NAT 4  | ESP 6   | FRA 9   | NED 6   | BEL Hn  | FIN -   | GBR 5   |         | GER 6   |        |        |       |        | 31   | 7.       | 0         |

Teljes eredménylistája az európai Formula–2-es bajnokságon
(Táblázat értelmezése)

(Félkövér: pole-pozícióból indult; dőlt: leggyorsabb kört futott) 

| Év   | Csapat                       | Modell       | Motor | 1      | 2      | 3     | 4      | 5      | 6       | 7     | 8      | 9      | 10    | 11    | 12    | 13     | Helyezés | Pont |
| ---- | ---------------------------- | ------------ | ----- | ------ | ------ | ----- | ------ | ------ | ------- | ----- | ------ | ------ | ----- | ----- | ----- | ------ | -------- | ---- |
| 1980 | Mike Earle with March Racing | March 802    | BMW   | THR    | HOC    | NÜR   | VAL    | PAU    | SIL Ki  | ZOL 9 | MUG    |        |       |       |       |        | -        | 0    |
| 1980 | Minardi                      | Minardi GM75 | BMW   |        |        |       |        |        |         |       |        | ZAN 15 | PER   | MIS   | HOC   |        | -        | 0    |
| 1981 | Minardi                      | Minardi      | BMW   | SIL 14 | HOC Ki | THR 4 | NÜR Ni | VAL Ki | MUG DNA |       |        |        |       |       |       |        | 14.      | 6    |
| 1981 | Horag Hotz Racing            | March        | BMW   |        |        |       |        |        |         | PAU 7 | PER Ki | SPA Ki | DON 6 | MIS 6 | MAN 6 |        | 14.      | 6    |
| 1982 | March                        | March        | BMW   | SIL Ki | HOC 4  | THR 1 | NÜR 3  | MUG 2  | VAL Ki  | PAU 1 | SPA 2  | HOC 6  | DON 2 | MAN 1 | PER 3 | MIS 15 | 2.       | 56   |

Teljes Formula–1-es eredménylistája
(Táblázat értelmezése)

(Félkövér: pole-pozícióból indult; dőlt: leggyorsabb kört futott) 

| Év   | Csapat                   | Modell         | Motor                    | 1      | 2      | 3      | 4      | 5       | 6      | 7      | 8      | 9      | 10     | 11     | 12     | 13     | 14  | 15  | 16  | Helyezés | Pont |
| ---- | ------------------------ | -------------- | ------------------------ | ------ | ------ | ------ | ------ | ------- | ------ | ------ | ------ | ------ | ------ | ------ | ------ | ------ | --- | --- | --- | -------- | ---- |
| 1983 | Theodore Racing Team     | Theodore N183  | Ford Cosworth DFV 3.0 V8 | BRA 14 | USW 6  | FRA 11 | SMR Ki | MON Nek | BEL 10 | DET Ki | CAN Ki | GBR Nk | GER 11 | AUT Nk | NED Nk | ITA 12 | EUR | RSA |     | 19.      | 1    |
| 1984 | Toleman Group Motorsport | Toleman TG183B | Hart 415T 1.5 L4T        | BRA Ki | RSA Ki | BEL Ki | SMR Hn |         |        |        |        |        |        |        |        |        |     |     |     | -        | 0    |
| 1984 | Toleman Group Motorsport | Toleman TG184  | Hart 415T 1.5 L4T        |        |        |        |        | FRA Ki  | MON Ki | CAN 9  | DET Ki | DAL Ki | GBR Nk | GER    | AUT    | NED    | ITA | EUR | POR | -        | 0    |

Le Mans-i 24 órás autóverseny
| Év   | Csapat              | Autó           | Csapattárs        | Csapattárs         | Helyezés |
| ---- | ------------------- | -------------- | ----------------- | ------------------ | -------- |
| 1981 | BMW France          | BMW M1         | Philippe Alliot   | Bernard Darniche   | 16.      |
| 1996 | Team Bigazzi SRL    | McLaren F1 GTR | Nelson Piquet     | Danny Sullivan     | 8.       |
| 1998 | Team BMW Motorsport | BMW V12 LM     | Pierluigi Martini | Joachim Winkelhock | Kiesett  |